# Persona non grata
A persona non grata latin nyelvű kifejezés szó szerinti magyar jelentése nemkívánatos személy.
A diplomáciai kapcsolatok jogában a fogadó állam közölheti a küldő állammal, hogy valamely diplomatáját elfogadhatatlannak tartja. Ezt bármikor megteheti, így még az illető kinevezése, megérkezése előtt is, ám általában a persona grata státusz megadása után. A fogadó állam általában megszabja azt a határidőt, amíg e bizonyos illetőnek el kell hagynia az országot, illetve amitől fogva kinevezését megszűntnek kell tekinteni. A szemet szemért alapú kiutasítások sem ritka elemei a kortárs nemzetközi kapcsolatoknak.
A küldőnek kötelessége a persona non grata visszahívása és kinevezésének visszavonása. Ha ezt nem teszi meg, a fogadó állam megteheti, hogy nem ismeri el a szóban forgó személyt diplomáciai testület tagjaként, ami többek között a diplomáciai mentességeinek megszűntét is jelenti.